# Strife (groupe)
Pour les articles homonymes, voir Strife.
Strife est un groupe de punk hardcore et metalcore américain, originaire de Thousand Oaks, en Californie. Il fait son essor dans les années 1990 avec Snapcase et Earth Crisis.

## Biographie
Strife est formé en 1991. Leur premier album studio, One Truth, est publié en 1994 chez Victory Records, et bien accueilli par la presse. Strife est considéré comme l'un des trois grands groupes du label Victory, avec Earth Crisis et Snapcase. Strife publie un deuxième album, In this Defiance, le 15 juillet 1997, pressé à seulement 100 exemplaires en format vinyle rose,. L'album est bien accueilli par la communauté straight edge/hardcore. Il fait aussi participer Chino Moreno de Deftones, Dino Cazares de Fear Factory et Igor Cavalera de Sepultura. Deux ans plus tard, en 1999, Strife se sépare à cause de divergences créatives et d'épuisements. Victory Records publiera alors Truth Through Defiance, une compilation de chansons live et inédites.
En 2000, Strife se réunit pour jouer à quelques concerts, puis se réunit officiellement pour enregistrer et publier l'album Angermeans. Désormais orienté autrement que straight edge, l'album semble être une continuité plus mature de In this Defiance. Dès 2001, Strife joue plusieurs concerts et tournées, notamment au Japon avec Floorpunch en 2011, en Amérique du Sud, et en Europe. Ils reviennent en 2012 avec la sortie de l'album Witness a Rebirth chez 6131 Records. En mai 2017, ils tournent pour commémorer les 20 années d'existence de In this Defiance.

## Membres

### Membres actuels
- Andrew Kline - guitare
- Chad J. Peterson - basse
- Rick Rodney - chant
- Craig Anderson - batterie
- Todd Turnham - guitare

### Anciens membres
- Sid Niesen
- Mike Hartsfield
- Mike Machin - guitare
- Aaron Rossi - batterie
- Pepe Magana - batterie

## Discographie
- 1992 : My Fire Burns On...
- 1992 : Strife
- 1994 : One Truth
- 1995 : Grey
- 1997 : In this Defiance
- 1999 : Truth Through Defiance
- 2001 : Angermeans
- 2012 : Witness a Rebirth